# Rezerwat przyrody Buki nad Jeziorem Lutomskim

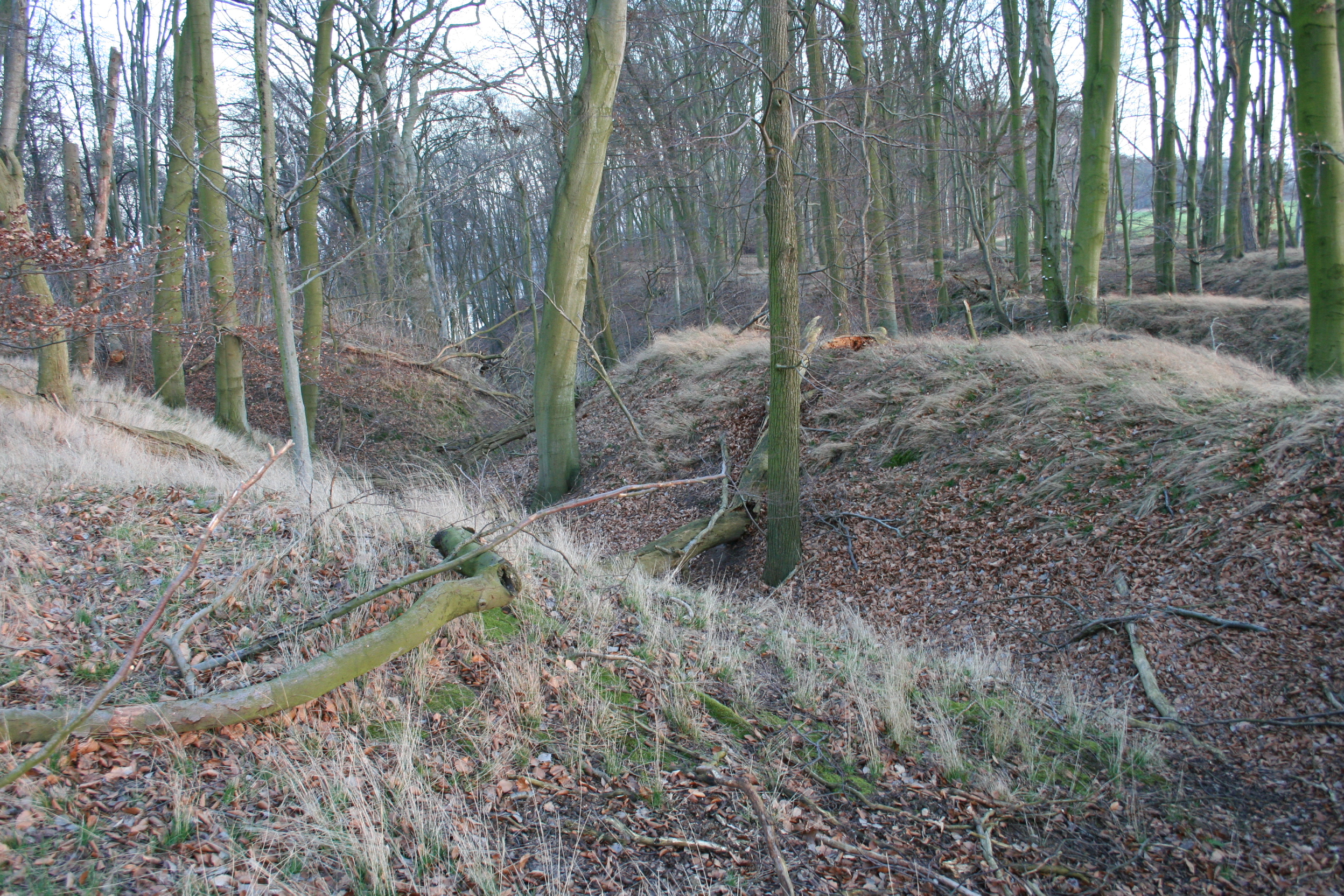
Krajobraz poprzecinany jarami

Rezerwat przyrody Buki nad Jeziorem Lutomskim – leśny rezerwat przyrody położony w gminie Sieraków, powiecie międzychodzkim (województwo wielkopolskie). Znajduje się pośrodku zachodniego brzegu Jeziora Lutomskiego, w obrębie sołectwa Grobia i jest zwany popularnie „Buczyną Lutomską”. Leży w granicach Sierakowskiego Parku Krajobrazowego.
Został utworzony 10 października 1958 roku w celu ochrony najlepiej zachowanego w tej części kraju lasu bukowego.
Rezerwat obejmuje wąski pas zachodniego brzegu jez. Lutomskiego o długości 3,5 km i zajmuje powierzchnię 54,75 ha (jest to największy rezerwat na obszarze gminy). Posiada otulinę o powierzchni 6,33 ha.
Stromą krawędź wysoczyzny morenowej, opadającej do rynny jeziornej i ponacinanej licznymi jarami, porasta drzewostan bukowy w wieku ok. 300 lat. Najstarsze okazy są pomnikami przyrody. Obszar rezerwatu porastają także następujące zespoły roślinne: łęg olchowo-jesionowy (jesion wyniosły, olsza czarna, topola czarna, rzeżucha gorzka i turzyca rzadkokłosa), łęg wiązowy oraz grąd zachodniopolski (buki, dęby szypułkowe, sosny zwyczajne i jawory; w runie ziarnopłon wiosenny, gajowiec żółty, przytulia wonna, świerząbek gajowy, dzwonek jednostronny oraz wiechlina gajowa).. W południowej części rezerwatu znajduje się jedno z nielicznych w Wielkopolsce stanowisk skrzypu olbrzymiego.
Cały obszar rezerwatu zachował charakter dzikiego i pierwotnego ostępu. Fauna reprezentowana jest przez wiele ciekawych gatunków pareczników, równonogów, pajęczaków, owadów, ptaków (puszczyk, myszołów, trzmielojad, dzięcioł zielony i czarny, zimorodek, wilga) i ssaków. Niektóre z nich są objęte ochroną gatunkową.. Ślimaki reprezentują: ślimak winniczek, ślimak ogrodowy, ślimak zaroślowy, świdrzyki i ślinik leśny, którego wschodnia granica występowania przebiega przez województwo wielkopolskie. Na terenie rezerwatu stwierdzono ostatnie stanowisko popielicy na terenie Wielkopolski.
Rezerwat objęty jest ochroną ścisłą i czynną.

## Podstawa prawna[1]
- Zarządzenie Ministra Leśnictwa i Przemysłu Drzewnego z dnia 10 października 1958 r. w sprawie uznania za rezerwat przyrody (M.P. z 1958 r. Nr 92, Poz. 508)
- Obwieszczenie Wojewody Wielkopolskiego z dn. 4.10.2001 r. w sprawie ogłoszenia wykazu rezerwatów przyrody utworzonych do dn. 31.12.1998 r.
- Zarządzenie Nr 23/11 Regionalnego Dyrektora Ochrony Środowiska w Poznaniu z dnia 9 czerwca 2011 r. w sprawie rezerwatu przyrody „Buki nad Jeziorem Lutomskim”; zmienione przez:
  - Zarządzenie Nr 7/13 Regionalnego Dyrektora Ochrony Środowiska w Poznaniu z dnia 4 września 2013 r. zmieniające zarządzenie w sprawie rezerwatu przyrody „Buki nad Jeziorem Lutomskim”
  - Zarządzenie Regionalnego Dyrektora Ochrony Środowiska w Poznaniu z dnia 8 września 2017 r. zmieniające zarządzenie w sprawie rezerwatu przyrody „Buki nad Jeziorem Lutomskim”

## Aspekt turystyczny
W Strategii Rozwoju Turystyki w województwie wielkopolskim, „Buczyna Lutomska” wymieniona została jako jeden z najciekawszych rezerwatów regionu.